# Bundesstraße 409
Die Bundesstraße 409 (Abkürzung: B 409) war eine 16,5 Kilometer lange deutsche Bundesstraße im Nordwesten von Rheinland-Pfalz. Sie führte von der belgischen Grenze nahe Steinebrück (Gemeinde Winterspelt) über Winterspelt, Habscheid nach Pronsfeld, wo sie an der B 410 endete.
Die Bundesstraße 409 wurde 1993 nach der (überwiegend zweispurigen) Fertigstellung des parallel verlaufenden Abschnittes der A 60 zwischen Steinebrück und Prüm zur Landesstraße L 16 herabgestuft.
Auf belgischer Seite wird der Verlauf der früheren B 409 als N 646 in Richtung Sankt Vith fortgeführt.